# Cirkus (Stockholm)
Pour les articles homonymes, voir Cirkus.
Cirkus (en suédois : Cirkus Arena och Restaurang AB) est une salle de spectacles située à Djurgården, à Stockholm, pouvant accueillir 1 650 personnes. Il était à l'origine utilisé comme cirque (l'ancien nom officiel étant Cirkusteatern), mais est aujourd'hui principalement utilisé pour des concerts et des spectacles musicaux.

## Histoire
L'homme de cirque français Didier Gautier est devenu citoyen suédois en 1830 et a obtenu l'autorisation de construire un bâtiment de cirque permanent sur Djurgården à Stockholm. En 1869, Gautier vend sa ménagerie du cirque Didier Gautier à Adèle Houcke. Le bâtiment a pris feu plus tard et a été reconstruit en 1892 sous le nom actuel de Djurgårdscircus,.